# 純正化学
純正化学株式会社（じゅんせいかがく、JUNSEI CHEMICAL CO.,LTD.）は、東京都中央区に本社を置く1948年創業の化学工業メーカー。試薬（実験研究用の化学薬品）を主体に、受託合成、化成品にも対応している。社団法人日本試薬協会会員。ロゴマークは、鶏ではなくキジである。

## 沿革
- 1948年 東京都中央区日本橋本町小島ビルに会社設立。資本金 50万円。試薬の販売を開始。
- 1963年 埼玉県越谷市大間野町に埼玉工場建設。
- 1965年 埼玉工場敷地内に研究所新設。
- 1974年 資本金 1億5,000万円に増資する。
- 1985年 福島県大熊町夫沢に大熊工場を建設し、ファインケミカルの生産能力を拡大。
- 1988年 茨城県下妻市高道祖に筑波工場を建設し、試薬の生産能力を拡大。
- 1998年 ISO9001の認証を当社の全製品を対象として、全事業所が取得。
- 2002年 本社、3工場 (埼玉・筑波・大熊)、全営業所で、ISO14001の認証を取得。
- 2003年 福島県の大熊工場第三合成棟医薬品製造設備と試作設備を増設。
- 2004年 中国江蘇省常熟市に化成品製造の合弁会社設立。
- 2008年 福島県の大熊工場に検査棟拡充。
- 2011年 東日本大震災と東京電力福島第一原子力発電所の事故により、大熊工場が閉鎖となる。
- 2013年 茨城県の北茨城市に茨城工場を建設。

## 本社
- 東京都中央区日本橋本町4丁目4番16号

## 国内拠点

### 研究所
- 開発研究所 (埼玉県越谷市)

### 工場
- 埼玉工場 (埼玉県越谷市)、筑波工場 (茨城県下妻市)、中国（中国常熟市）、茨城工場（茨城県北茨城市）

### 支店
- 東北 (宮城県仙台市)

### 営業所
- 北海道 (北海道札幌市) 、埼玉 (埼玉県越谷市) 、筑波 (茨城県下妻市) 、千葉 (千葉県袖ケ浦市) 、横浜 (神奈川県横浜市) 、大阪 (大阪府大阪市) 、富山 (富山県富山市)

## 主な事業
- 一般試薬および特殊用途試薬の製造販売および輸出入業務。
- 医薬原料、日本薬局方医薬品、食品添加物、化粧品原料、電子工業用薬品、防腐・防ばい剤等の製造販売。
- 新規化成品の製法の開発研究および製造の受託業務。